# 지니 블랙모어
지니 블랙모어(Ginny Blackmore, 1986년 3월 6일 ~ )는 뉴질랜드의 싱어송라이터이다.